# Franz-Domes-Heim

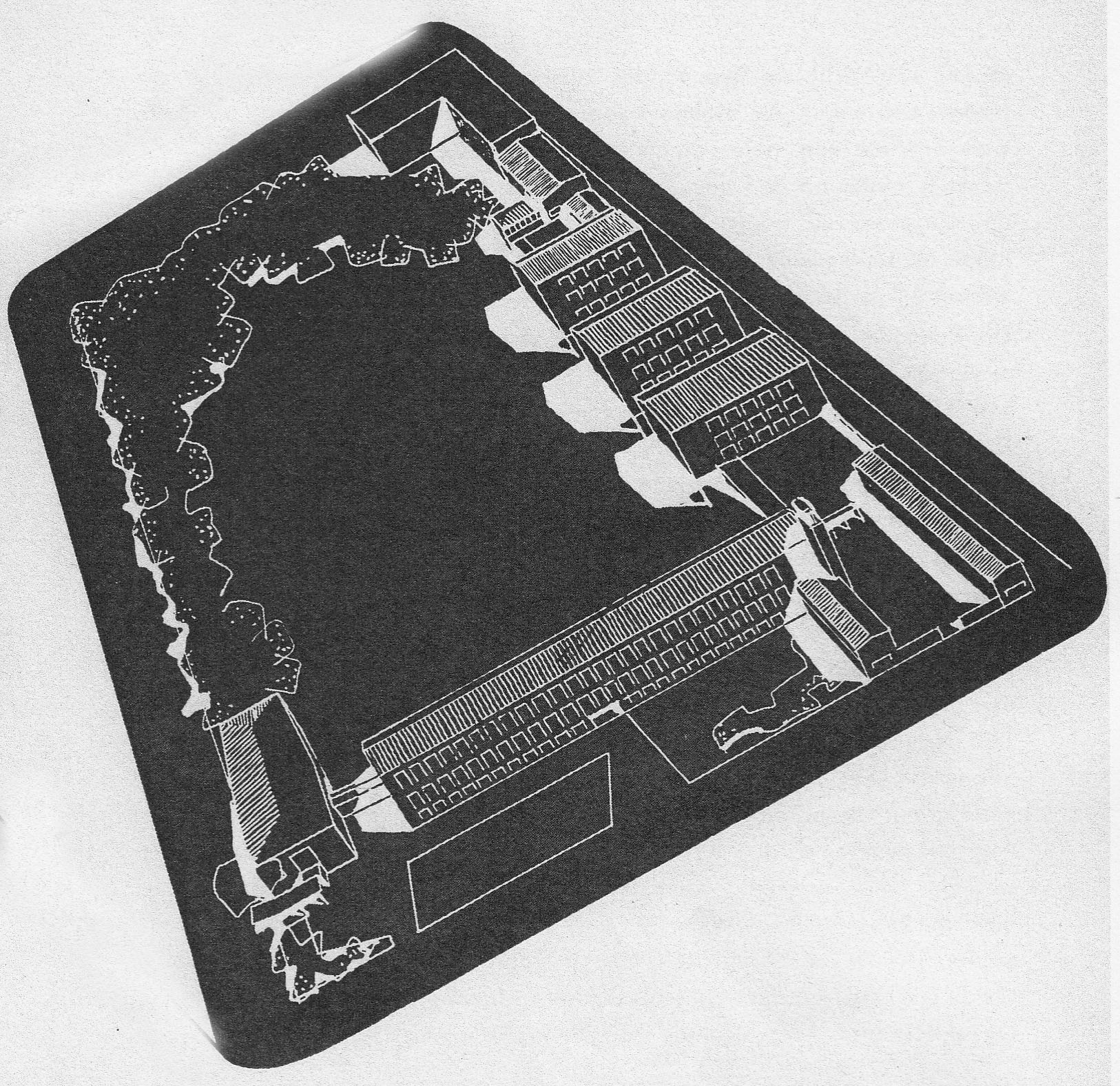
Franz-Domes-Heim Grundriss

Das Franz-Domes-Heim war ein 1951–1952 von der Wiener und der niederösterreichischen Arbeiterkammer errichtetes Lehrlingsheim auf dem Grund des nach dem Krieg abgerissenen Palais Nathaniel Rothschild in 1040 Wien, Theresianumgasse 16–18. Es wurde nach dem Gewerkschafter Franz Domes benannt.

## Geschichte
Für die Planung und Oberbauleitung war Architekt Roland Rainer, für die örtliche Bauleitung Ing. Rudolf Machat verantwortlich. Dieses Baudenkmal der Nachkriegsmoderne wurde am 5. Oktober 1952 durch den Bundespräsidenten Theodor Körner eröffnet. Es fand zunächst viel positive Beachtung und wurde mit Stolz gezeigt – unter anderem drehte Ferry Radax darüber 1952 einen 40-minütigen Dokumentarfilm für den Österreichischen Gewerkschaftsbund.
Zielsetzung war es, das Ausbildungs-Problem der starken Geburtsjahrgänge besonders in ländlichen Gebieten (wo es zu wenig Lehrstellen gab) zu lösen und Schulabgängern eine Berufsausbildung mit geordneten Verhältnissen während der Lehrzeit zu bieten. Die Initiative für den Bau ging von der Jugendabteilung des Österreichischen Gewerkschaftsbundes aus. Insassen waren hauptsächlich Buben aus Niederösterreich, die zwar eine Lehrstelle in Wien, aber keine für die Eltern leistbare Unterbringungsmöglichkeit hatten, sowie auch Halbwaisen und Waisen. Der Kostenbeitrag je Insasse betrug Anfang der 1960er-Jahre monatlich ATS 300.
Der „Schlüsselbau der 1950er Jahre“ wurde zwar nach damals modernsten Gesichtspunkten mit dauerhaftester Qualität eingerichtet, aber unangebrachter Luxus vermieden. Das Franz-Domes-Heim beherbergte 243 Lehrlinge und Jungarbeiter. Der vielgliedrige Gebäudekomplex bestand aus drei Wohntrakten mit je drei Geschoßen und einem Haupttrakt, die durch verglaste Verbindungsgänge miteinander verbunden waren. In jedem der neun Geschoße waren 27 Buben in 7 Räumen untergebracht (6 Vierer-, 1 Dreierzimmer). Je Geschoß gab es 2 Tagräume, 1 Waschraum mit Brausen und 1 Waschbrunnen, sowie WC-Anlagen. Jeder der 3 Wohntrakte wurde von einem Hausvater geleitet. Die der Bewirtschaftung dienenden Baukörper (in Grundriss-Graphik rechts unten) bestanden aus einem Personalwohnhaus mit Werkstätten, einem Küchentrakt mit Waschküche und Angestelltengarderobe im Erdgeschoß sowie Küche mit Anrichte im ersten Stock. Die mit Bäumen und Sträuchern dicht besetzte kleine Erhebung hinter dem Fußballplatz (in Grundriss-Graphik oben) wurde von den Insassen „Raucherhügel“ genannt, weil hier manchmal dem verbotenen Rauchgenuss gefrönt wurde. Hier befand sich schräg gegenüber auf der anderen Seite der angrenzenden Plößlgasse das zwischen 1957 und 1959 errichtete, nach der sozialdemokratischen Politikerin Anna Boschek benannte „Anna Boschek-Lehrmädchen-Heim“.
Weiters gab es noch zwei eigenständige Saalbauten, die ebenfalls durch verglaste Verbindungsgänge zugänglich waren. Der längs der Schmöllerlgasse liegende Komplex (in Grundriss-Graphik rechts unten) umfasste einen 12 × 24 Meter großen Turnsaal mit Geräteraum, Garderoben, Duschen und WC-Anlagen sowie vier Bastelwerkstätten. Der längs der Argentinierstraße liegende Komplex (in Grundriss-Graphik links unten) beinhaltete einen Festsaal mit kleiner Bühne, sowie 250 Plätzen im Parterre und 150 Plätzen auf der Galerie. Das Gesamt-Areal umfasste 20.921 Quadratmeter.
Im ehemaligen Rothschild-Park gab es einen Fußballplatz mit auf zwei Seiten großem, altem Baumbestand. Weiters gab es eine reichhaltig ausgestattete Bibliothek, ein Fotolabor und einen Fernsehraum mit einem Billardtisch. Im Festsaal wurden regelmäßig Stücke vom Wiener Volkstheater und Sonntag abend künstlerisch wertvolle Filme wie z. B. Lockende Versuchung gezeigt.
Gesellschaftliche Veränderungen brachten jedoch eine Reduzierung des Bedarfs an Heimplätzen, dazu kamen Baumängel. Das Heim wurde im Jahre 1983 abgerissen. Heute finden sich an seiner Stelle das Bildungszentrum der Arbeiterkammer mit Theater Akzent und der Anton-Benya-Park.